# Piperci
Piperci so naselje v občini Bijeljina, Bosna in Hercegovina. 

## Deli naselja
Čalovine, Piperci, Potok Mahala, Rakići, Todorovići in Vidovići.

## Prebivalstvo
| Pregled števila prebivalcev po letih | Pregled števila prebivalcev po letih | Pregled števila prebivalcev po letih | Pregled števila prebivalcev po letih | Pregled števila prebivalcev po letih | Pregled števila prebivalcev po letih |
| ------------------------------------ | ------------------------------------ | ------------------------------------ | ------------------------------------ | ------------------------------------ | ------------------------------------ |
| 1948                                 | 1953                                 | 1961                                 | 1971                                 | 1981                                 | 1991                                 |
| -                                    | -                                    | -                                    | 476                                  | 462                                  | 386                                  |

| Narodna sestava prebivalstva po letih                                                                                      | Narodna sestava prebivalstva po letih                                                                                       | Narodna sestava prebivalstva po letih                                                                                      |
| --- | --- | --- |
| 1971 | 1981 | 1991 |
| . skupaj: 476 Srbi 475 (99,78 %) Hrvati 0 (0,00 %) Muslimani 0 (0,00 %) Jugoslovani 0 (0,00 %) drugi in neznano 1 (0,21 %) | . skupaj: 462 Srbi 435 (94,15 %) Hrvati 0 (0,00 %) Muslimani 0 (0,00 %) Jugoslovani 25 (5,41 %) drugi in neznano 2 (0,43 %) | . skupaj: 386 Srbi 376 (97,40 %) Hrvati 0 (0,00 %) Muslimani 0 (0,00 %) Jugoslovani 3 (0,77 %) drugi in neznano 7 (1,81 %) |